# Finansvalp
Finansvalp es un sitio web que ofrece información y servicios de comparación de precios, donde compara y escribe sobre los servicios bancarios. Finansvalp fue fundado por Olle Pettersson en marzo de 2021.

## Operaciones
Finansvalp.se fue fundado como un proyecto de ocio por Olle Pettersson en marzo de 2021, pero desde junio de 2022 está dirigido y es propiedad de Haveton AB, donde Olle Pettersson es socio y director general.
El equipo editorial de Finansvalp se dedica a comparar y escribir sobre los préstamos personales, las hipotecas, las cuentas de ahorro y las tarjetas de crédito. El equipo editorial está formado por economistas y periodistas, además de la presentadora y experta en finanzas personales Magdalena Kowalczyk, que se encarga de verificar la información.
Finansvalp colabora con bancos y entidades de crédito a través de redes de afiliados y recibe una compensación cuando los visitantes del sitio web deciden convertirse en clientes de uno de los socios de Finansvalp.
El objetivo principal del sitio es comparar los servicios bancarios, pero el equipo editorial también realiza diversos estudios, como las diferencias de precio en diferentes cajas de comida (meal boxes), las diferencias en la igualdad de género en los lugares de trabajo de la UE, qué país europeo se preocupa más por el dinero y en qué capital europea es más barato vivir.
Finansvalp.se recibe su nombre del término «finansvalp», que hace referencia a los empleados jóvenes que trabajan en bancos y empresas de corretaje y que realizan transacciones rápidas con grandes ganancias.

## Beca de Finansvalp
Finansvalp ofrece una beca anual de 7500 SEK para estudiantes que redacten su tesis de grado o de máster en economía.

## Referenciar
1. ↑  Design, Laila AP (5 de julio de 2023). «De bygger ekonomisiter för att öka transparensen». Affärsvärlden (en sv-SE). Consultado el 21 de mayo de 2024.
2. ↑  Mattias Ahlberg (6 de febrero de 2024). «Interview with Olle Pettersson - The Entrepreneur Behind Finansvalp.se». Finanstid (en sv-SE). Consultado el 26 de abril de 2024.
3. ↑  «Haveton AB - Company Information». www.allabolag.se. Consultado el 26 de abril de 2024.
4. ↑  Ahlberg, Mattias (6 de febrero de 2024). «Intervju med Olle Pettersson - Entreprenören bakom Finansvalp.se». Finanstid (en sv-SE). Consultado el 21 de mayo de 2024.
5. ↑  Tire News (2 de febrero de 2024). «The Expert: This is How the Car Industry is Affected by the Raised Loan Rates». Tire News for the Tire Industry (en sv-SE). Consultado el 26 de abril de 2024.
6. ↑  «Magdalena Kowalczyk - Reviewer at Finansvalp». Finansvalp (en sv-SE). 11 de marzo de 2024. Consultado el 26 de abril de 2024.
7. ↑  «Big Difference in Price Tag on Classic New Year's Menu». www.dagligvarunytt.se (en sueco). Consultado el 26 de abril de 2024.
8. ↑  «Sweden has the Fourth Most Gender-Equitable Workplaces in Europe». News Powered by Cision (en sueco). 7 de marzo de 2024. Consultado el 26 de abril de 2024.
9. 1 2  «MSN». www.msn.com. Consultado el 26 de abril de 2024.
10. ↑  Anete Liepina (23 de febrero de 2024). «DEI». investESG.eu (en inglés estadounidense). Consultado el 26 de abril de 2024.
11. ↑  «This European country is the best in terms of gender equality in the workplace». Cosmopolitan.fr (en francés). 5 de marzo de 2024. Consultado el 26 de abril de 2024.
12. ↑  Gorazd Čad (2 de abril de 2024). «Study shows Bucharest is the most affordable European capital city to live in». KONGRES – Europe Events and Meetings Industry Magazine (en inglés británico). Consultado el 26 de abril de 2024.
13. ↑  «Finansvalp Scholarship - Career Companies». karriarforetagen.se. Consultado el 26 de abril de 2024.